# Club Esportiu Benavent
Club Esportiu Benavent  (CE Benavent) is een Catalaanse voetbalclub uit Benavent de Segrià⁣, opgericht in 2011.
Club Esportiu Benavent werd opgericht door een groep jongeren uit Benavent de Segrià en begon in 2011 in competitieverband te spelen in de vierde Catalaanse divisie. In 2016 steeg de club naar de derde divisie. In het seizoen 2020-2021 besloot de club niet te spelen vanwege de  coronapandemie. Deze beslissing leidde ertoe dat de ploeg terugzakte naar de vierde divisie.

## Seizoenen
- 2023-2024: Vierde Catalaan (G26) 4e
- 2022-2023: Vierde Catalaan (G21) 13e
- 2021-2022: Vierde Catalaan (G21) 4e
- 2020-2021: Derde Catalaan (G14) 17e
- 2019-2020: Derde Catalaan (G13) 4e
- 2018-2019: Derde Catalaan (G13) 7e
- 2017-2028: Derde Catalaan (G13) 11e
- 2016-2017: Derde Catalaan (G13) 10e
- 2015-2016: Vierde Catalaan (G21) 3e
- 2014-2015: Vierde Catalaan (G21) 7e
- 2013-2014: Vierde Catalaan (G21) 9e
- 2012-2013: Vierde Catalaan (G21) 7e
- 2011-2012: Vierde Catalaan (G21) 15